# سهره کوهستانی
سهره‌های کوهستانی پرندگانی از سردهٔ Leucosticte از تیرهٔ سهره‌های راستین (Fringillidae) هستند. این سرده همچنین شامل سهره‌های صورتی است که از پرهای صورتی‌فام آنها نام‌گذاری شده‌اند.
این سرده، گروه خواهری با سهره گلی سینه‌تیره تک‌نماد است که دارای سهره گلی سینه‌تیره آسیایی است. این پرندگان بومی آسیا و آمریکای شمالی هستند و معمولاً در مناطق کوهستانی بایر یافت می‌شوند. بسیاری از گونه‌ها نسبت به دیگر سهره‌ها مواد حشره‌ای بیشتری می‌خورند.
| تصویر | نام علمی               | نام رایج              | پراکندگی                                                                                         |
| ----- | ---------------------- | --------------------- | ------------------------------------------------------------------------------------------------ |
|       | Leucosticte nemoricola | سهره کوهستانی ساده    | افغانستان، بوتان، چین، هند، قزاقستان، میانمار، نپال، پاکستان، روسیه، تاجیکستان، تبت و ترکمنستان. |
|       | Leucostite brandti     | سهره کوهستانی برانت   | افغانستان، بوتان، چین، هند، قزاقستان، نپال، پاکستان، روسیه، تاجیکستان و ترکمنستان                |
|       | Leucosticte arctoa     | سهره صورتی آسیایی     | مغولستان و شمال آسیا؛ در منچوری، کره، ساخالین و ژاپن زمستان می‌گذرد                               |
|       | Leucostite tephrocotis | سهره صورتی تاج‌خاکستری | آلاسکا، غرب کانادا، و شمال غربی ایالات متحده.                                                    |
|       | Leucostite atrata      | سهره صورتی سیاه       | غرب داخلی                                                                                        |
|       | Leucosticte australis  | سهره صورتی کلاه‌قهوه‌ای | کوه‌های راکی مرکزی ایالات متحده                                                                   |